# Mycetophila similis
Mycetophila similis är en tvåvingeart som först beskrevs av Santos Abreu 1920.  Mycetophila similis ingår i släktet Mycetophila och familjen svampmyggor.
Artens utbredningsområde är Kanarieöarna. Inga underarter finns listade i Catalogue of Life.